# Едуар Бранли
Едуар Бранли (фр. Désiré Eugène Édouard Branly; Амјен, 23. октобар 1844 — Париз, 24. март 1940) био је француски физичар. Пронашао је кохерер са опиљцима гвожђа, радио проводник, детектор за радио-таласе који се примењивао у почетној фази радио-телеграфије за пријем сигнала.